# Dani Hatakka
Dani Hatakka (Espoo, 12 marzo 1994) è un ex calciatore finlandese, di ruolo difensore.

## Carriera

### Club
Ha sempre giocato nel campionato finlandese.

### Nazionale
Con la nazionale Under-21 ha debuttato durante le qualificazioni al campionato europeo di categoria.

## Palmarès

### Club

#### Competizioni nazionali
- Coppa di Finlandia: 1

Honka: 2012
- Liigacup: 1

Honka: 2011